# Pogrzebień (gmina)

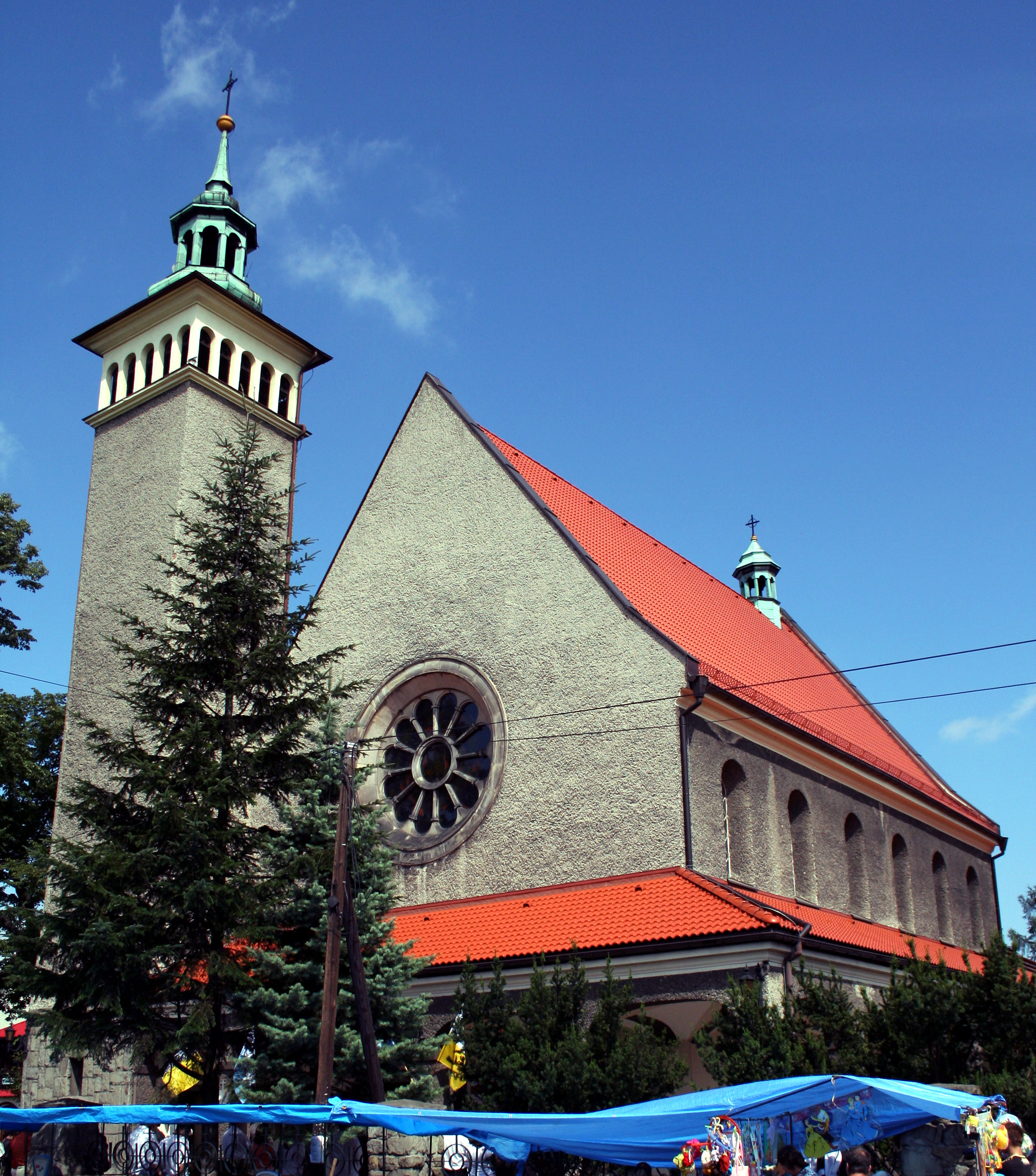
Kościół w Pogrzebieniu

Pogrzebień (od 1973 Kornowac) – dawna gmina wiejska istniejąca w latach 1945–1954 w woj. śląskim, katowickim i stalinogrodzkim (dzisiejsze woj. śląskie). Siedzibą władz gminy był Pogrzebień.
Gmina zbiorowa Pogrzebień powstała w grudniu 1945 w powiecie rybnickim w woj. śląskim (śląsko-dąbrowskim). Według stanu z 1 stycznia 1946 gmina składała się z 4 gromad: Pogrzebień, Brzezie nad Odrą, Kobyla i Kornowac. 6 lipca 1950 zmieniono nazwę woj. śląskiego na katowickie, a 9 marca 1953 kolejno na woj. stalinogrodzkie.
Według stanu z 1 lipca 1952 gmina składała się w dalszym ciągu z 4 gromad (bez zmian). Gmina została zniesiona 29 września 1954 wraz z reformą wprowadzającą gromady w miejsce gmin. Jednostki nie przywrócono 1 stycznia 1973 wraz z kolejną reformą reaktywującą gminy, utworzono natomiast jej terytorialny odpowiednik, gminę Kornowac. 27 maja 1975 roku wyłączono z niej Brzezie nad Odrą i włączono do Raciborza w woj. opolskim.